# ㄴ
ㄴ (reviderad romanisering: nieun, hangul: 니은) är den andra bokstaven i det koreanska alfabetet. Den är en av fjorton grundkonsonanter.